# Wehrkirche (Ehringshausen)

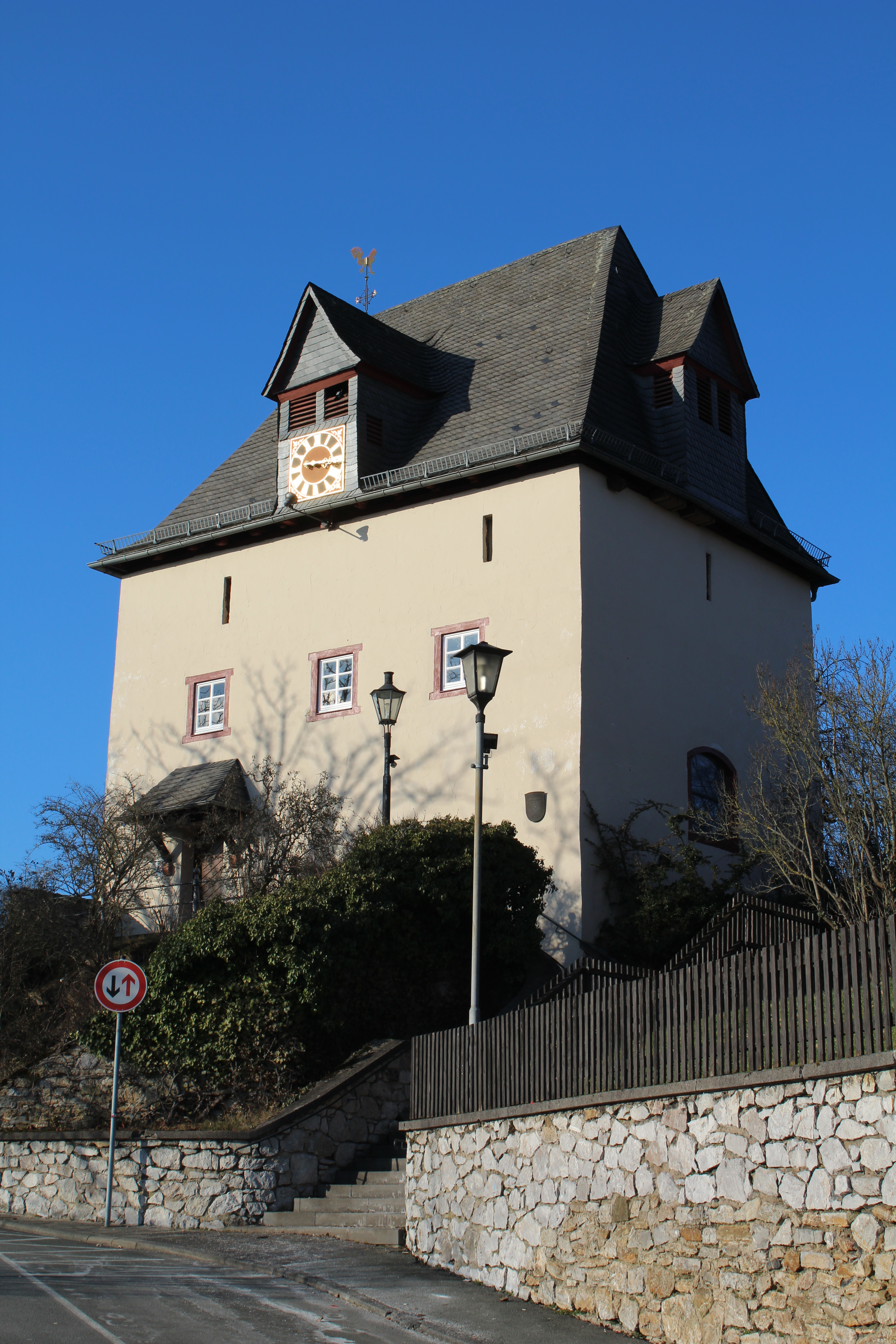
Wehrkirche Ehringshausen

Die Wehrkirche  ist ein denkmalgeschütztes Gebäude, das in der Straße Am Kirchberg von Ehringshausen, einer Gemeinde im Lahn-Dill-Kreis (Hessen), steht.

## Beschreibung
Die spätgotische rechteckige Wehrkirche hat zwei Geschosse, das untere hat versprosste Fenster, das obere hat Schießscharten. Sie ist bedeckt mit einem steilen Walmdach mit vier großen Dachgauben. Das mit einer L-förmigen Empore ausgestattete Erdgeschoss ist mit einer Flachdecke überspannt. Im Osten befinden sich Wandmalereien aus der zweiten Hälfte des 17. Jahrhunderts. Von der Kirchenausstattung ist die Kanzel erhalten geblieben. 
Die Evangelische Kirche in Hessen und Nassau verkaufte 1985 das Gebäude für einen symbolischen Preis an die Gemeinde, da sie die Renovierung nicht finanzieren konnte. Der Verein zur Unterhaltung der Wehrkapelle renovierte mit Hilfe der Gemeinde das denkmalgeschützte Gebäude, das heute Museum ist.